# Маримон-ле-Бенестроф
Маримо́н-ле-Бенестро́ф (фр. Marimont-lès-Bénestroff) — коммуна во французском департаменте Мозель региона Лотарингия. Относится к  кантону Альбестроф.

## Географическое положение
Маримон-ле-Бенестроф	расположен в 55 км к юго-востоку от Меца. Соседние коммуны: Валь-ле-Бенестроф на севере, Небен на северо-востоке, Мольрен на востоке, Басен на юго-востоке, Бургальтроф и Геблен на юго-западе, Бенестроф на северо-западе.					

## История
- Деревня бывшего герцогства Лотарингия.
- Крепость и замок были разрушены в XVII веке.

## Демография
По переписи 2007 года в коммуне проживало 48 человек.

## Достопримечательности
- Замок XVIII века.
- Церковь Сен-Дени XVIII века.